# Andrzej Kuczborski
Andrzej Kuczborski ps. Wojciech (ur. 9 maja 1913 w Strzemieszycach, zm. 23 maja 1948 niedaleko Kątów Wrocławskich) – członek polskiego ruchu oporu podczas II wojny światowej, kapitan Narodowych Sił Zbrojnych, powstaniec warszawski. Podczas okupacji używał imion i nazwisk: Robert Grochowski, Stefan Zaręba (Zaremba), Tadeusz Jerzy Słostowski

## Życiorys
Kierował Pogotowiem Akcji Zbrojnej Okręgu III Lubelskiego NSZ (do maja 1943 roku). W lutym 1943 roku przybył z Warszawy na Lubelszczyznę z zadaniem reaktywowania oddziału NSZ "Aleksandrówka" po śmierci jego dowódcy por. Jerzego Niewiadomskiego ps. "Lech". Udało mu się reaktywować jednostkę i utworzyć stałą bazę w folwarku Borów. Pod jego dowództwem oddział stoczył potyczki z Niemcami: pod Józefowem, w Zakrzówku, pod Szklarnią oraz w Kraśniku. W dniu 23 maja 1943 roku został ranny w bitwie pod Wilkołazem, w wyniku czego przeniesiono go do Warszawy. W okresie od lipca do sierpnia 1944 roku kierował Wydziałem V Komendy Głównej NSZ.
Podczas powstania walczył w szeregach Zgrupowania AK Bartkiewicz na północnym Śródmieściu. Po zakończeniu walk trafił do niewoli niemieckiej (nr jeniecki 47248) i był więźniem Stalagu XI A Altengrabow i jego podobozu Kriegsgefangenen-Lazarett Gross Lübars. Będąc w niewoli, w 1944 roku został odznaczony Srebrnym Krzyżem Narodowego Czynu Zbrojnego z Mieczami, został też przedstawiony do odznaczenia Orderem Virtuti Militari.

Po zakończeniu wojny związał się z powstałym w Ratyzbonie ośrodkiem wywiadowczym, utworzonym pod auspicjami Brygady Świętokrzyskiej oraz 2 Korpusu Polskiego Polskich Sił Zbrojnych. Powrócił do kraju wraz z żoną Wandą z domu Wejt. W dniu 23 maja 1948 roku oboje zostali zamordowani w okolicach Kątów Wrocławskich. W wyniku śledztwa sąd skazał żołnierza radzieckiego, uznając że motywem czynu był rabunek. Rodzina Andrzeja Kuczbowskiego wiązała to morderstwo z jego wojenną i powojenną działalnością w NSZ.